# Medalla commemorativa d'Orient

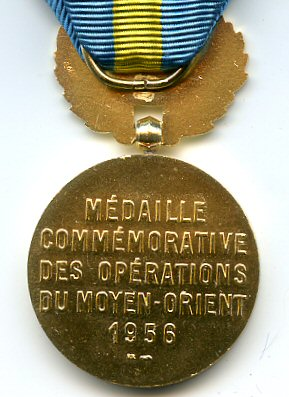
Revers

La medalla de la campanya d'Orient (en francès: Médaille commémorative d'Orient) va ser una medalla militar francesa atorgada per la participació en les batalles contra les Potències Centrals per l'Exèrcit Aliat de l'Est entre 1915 i 1918.
Aquestes batalles van culminar amb l'ofensiva reeixida de 1918 sota el general francès Louis Franchet d'Espèrey a Macedònia, que va treure Bulgària de la guerra i va envair gran part dels Balcans.

## Historial de la condecoració
Primer proposat com un nou fermall per a la Medalla Colonial, i després com una medalla diferent el juny de 1917, finalment el 15 de juny de 1926 s'establí oficialment. La creació de la "medalla commemorativa de la guerra 1914-1918" el 1920 i de la "Medalla de la Victòria Interaliada" de 1914-1918 el 1922 haurà exercit prou pressió sobre el govern francès per concedir, fins i tot en contra de la voluntat del seu ministre de Defensa, la necessitat d'un reconeixement oficial del servei en aquest teatre d'operacions.
La nova medalla s'anomenà oficialment "Medalla de la campanya d'Orient i els Dardanels" (en francès: Médaille Commémorative d'Orient et des Dardanelles), amb la intenció de tenir una sola medalla per a ambdues campanyes, tot i que amb cintes diferents, però en realitat es produí amb inscripcions inverses diferents per als dos fronts "ORIENT" o "DARDANELLES", i només portava la designació "ORIENT" quan era atorgada per a aquest front.

## Termes d'assignació
La medalla commemorativa d'Orient recompensa, sense condició de durada de l'estada:
- el personal militar i civil que va ser embarcat:
  - entre el 22 de febrer i el 4 d'octubre de 1915 inclòs, destinat a la força expedicionària oriental;
  - entre el 3 d'octubre de 1915 i el 10 d'agost de 1916 inclòs, destinat a l'exèrcit d'Orient;
  - entre l'11 d'agost de 1916 i l'11 de novembre de 1918, destinats a l'Exèrcit Francès de l'Est, incloent-hi les formacions franceses estacionades a Mitilene, a Corfú, així com les missions militars franceses i els elements destacats als exèrcits britànic, italià, rus, serbi, hel·lènic i el contingent albanès;
  - entre el 28 d'octubre i l'11 de novembre inclòs, destinat a l'exèrcit del Danubi;
  - entre el 5 de febrer de 1915 i l'11 de novembre de 1918 inclòs, per a les tropes franceses al Llevant.
- el personal francès que formava part de l'estat major del comandament en cap dels exèrcits aliats de l'Est, entre l'11 d'agost de 1916 i l'11 de novembre de 1918 inclòs.
- el personal de missions militars franceses a Egipte, inclosa la base de Suez i elements destacats al Hejaz.
- el personal dels destacaments francesos de Palestina i Palestina-Síria, de la Legió d'Orient i de la base de Port Said .
- els navegants que hi van participar, a l'est del 21è grau de longitud, a operacions al mar o a terra relacionades amb les que duia a terme l'Exèrcit d'Orient.[1]

No es podia optar aquesta medalla si s'havia estat objecte d'una condemna, sense suspensió, durant la campanya, per actes qualificats com a "delictes" pel codi de justícia militar o marítima. La medalla es concedia sense diploma; un certificat, emès a petició dels beneficiaris o de la seva família, servia com a tal. Les sol·licituds de certificats que autoritzessin a portar aquesta medalla s'havien de dirigir a l'oficina de condecoracions del Ministeri de Defensa.
.
No s'esmenta cap temps mínim de servei a l'estatut del premi

## Descripció del premi
La medalla de la campanya d'Orient és una medalla circular de bronze de 30 mm de diàmetre.
L'anvers porta la imatge en relleu de la "república guerrera" en forma del perfil esquerre d'un bust de dona amb casc, el casc està adornat per una corona de fulles de roure. A banda i banda, la inscripció en relleu al llarg de la circumferència RÉPUBLIQUE FRANÇAISE
El revers, que representa tant l'exèrcit com la marina, porta la imatge en relleu d'un fusell d'infanteria creuat amb una àncora naval sota dues banderes militars i llances coronades per la inscripció en relleu ORIENT. En algunes variants, la inscripció en relleu HONNEUR ET PATRIE 1915 1918 (HONOR I PATRIA 1915 1918) es pot trobar en una de les banderes, mentre que altres variants no tenen l'àncora.
La medalla penja d'una cinta a través d'un anell que passa pel bucle de suspensió de la medalla. L'anell està adornat amb una corona de llorer de bronze i una mitja lluna de 24 mm de diàmetre. La cinta fa 37 mm d'amplada i és de color blau clar amb unes franges centrals grogues de 7 mm d'amplada i 2 mm d'amplada a 2 mm de les vores.